# 全力部活!E高
『全力部活! E高』（ぜんりょくぶかつ・イーこう）は、インターネットテレビ局、AbemaTVのAbemaSPECIALチャンネルで2018年10月6日から配信されているE-girlsによるバラエティ番組。初回は土曜22時から2時間スペシャルで配信された。通常回は毎週水曜日22時から配信。

## 概要
E-girlsメンバーが全員出演するガチチャレンジバラエティー番組。11人体制となってからは初の全員出演バラエティー番組となる。
AbemaTV「GENERATIONS高校TV」2018年4月29日配信分にE-girlsメンバー6人（佐藤晴美、藤井夏恋、楓、YURINO、SAYAKA、須田アンナ）が「私立E高」として出演したことをきっかけに企画が立ち上がり、番組化。「GENERATIONS高校TV」同様、メンバーは私立高校E高の学生という設定で、女子高生人気を上げるために様々なものにチャレンジするが、実際の高校を訪問する「GENERATIONS高校TV」と違い、高校生を招くことはあってもスタジオロケが中心となっている。大義名分としては「E-girlsの結束力を高める番組」としている。
2019年1月2日には、GENERATIONS from EXILE TRIBEのメンバー7人をゲストに招いた「全力部活! E高 エナジーバリバリ! GENE高が乗り込んできたSP」をAbemaSPECIAL2チャンネルで配信。GENERATIONS高校TVの人気企画である「かくれんぼ」、「バカっこいい動画チャレンジ」などの競技で対戦した。
5月15日はレギュラー本配信の前の1時間枠をUDAGAWA BASEから生配信する『E-girls緊急生出演♡全力部活！E高 直前生放送！』が配信された。
同年10月6日の配信でシーズン1の最終回を迎えた。2020年末でE-girlsが解散したため事実上番組は完全に放送終了となった。

## 出演者

### E高
全体MCは持ち回りで担当。番組冒頭でくじびきで決めている。
- E-girls
  - SAYAKA
  - 楓
  - 藤井夏恋
  - YURINO
  - 須田アンナ
  - 鷲尾伶菜
  - 坂東希
  - 佐藤晴美
  - 石井杏奈
  - 山口乃々華
  - 武部柚那
- E校長 - ナレーションも兼ねる番組進行役。サングラスにバーコードヘア。服装は応援団風であったり背広やジャージ姿であったり様々。

## 主なコーナー
全力部活
メインコーナー。E高メンバーが実在する、しないに関わらず様々な部活動に取り組む。
整形してても好きですか?
2019年8月14日から21日配信の恋愛リアリティーショー。全体の半分が顔の美容整形している男女という中で、告白後にカミングアウトしたリアクションをE高メンバーが見守る。
ダンスして恋♪
2019年9月4日から18日配信の恋愛リアリティーショー。ダンスが得意な男女8人がペアを組み、ダンス発表会までの合宿期間で恋が生まれるのかをE高メンバーが見守る。

## スタッフ
- 企画・演出：鈴木おさむ
- 構成：浅井哲郎、川嶋結衣
- 番組キャラクターデザイン：田中秀幸
- 声の出演：岩井勇気（ハライチ）
- 技術協力：J-crew、エスユー
- イラスト：中村サトル
- 衣装協力：24KARATS TOKYO
- スチール：荒金大輔
- CGデザイン：フレイムグラフィックス、中村太洸
- AD：矢野清楓、嶋崎雄一朗、手塚達也、畠中隆二
- プロジェクトマネージャー：桑野俊一
- ディレクター：肥後智一、伊藤竜太、吉田真人、日比野大輔
- プロデュース：白石堅太郎、川﨑一輝[12]、上岡恵莉華、山ノ内禎枝
- チーフプロデューサー：白石堅太郎
- 協力：LDHスタッフ一同
- 制作協力：MMJ
- 制作著作：AbemaTV

## 音楽

### 主題歌
- 「Love ☆ Queen」（E-girls）